# Satu Nou, Tulcea
Satu Nou (în trecut Bedje) este un sat în comuna Mihai Bravu din județul Tulcea, Dobrogea, România. Se află în partea centrală a județului.